# Vergine (costellazione)
La Vergine (in latino Virgo, simbolo: ) è una delle 88 costellazioni moderne. Fa parte delle 12 costellazioni dello zodiaco. Si trova tra il Leone ad ovest e la Bilancia ad est, ed è una delle più grandi costellazioni del cielo. Può essere trovata facilmente grazie alla sua brillante stella α, Spica.

## Caratteristiche

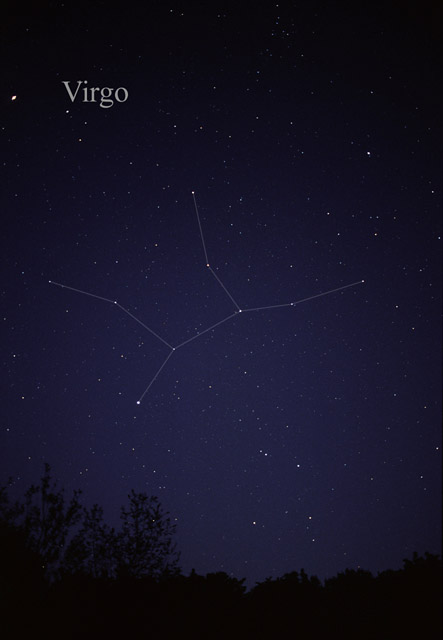
La costellazione della Vergine

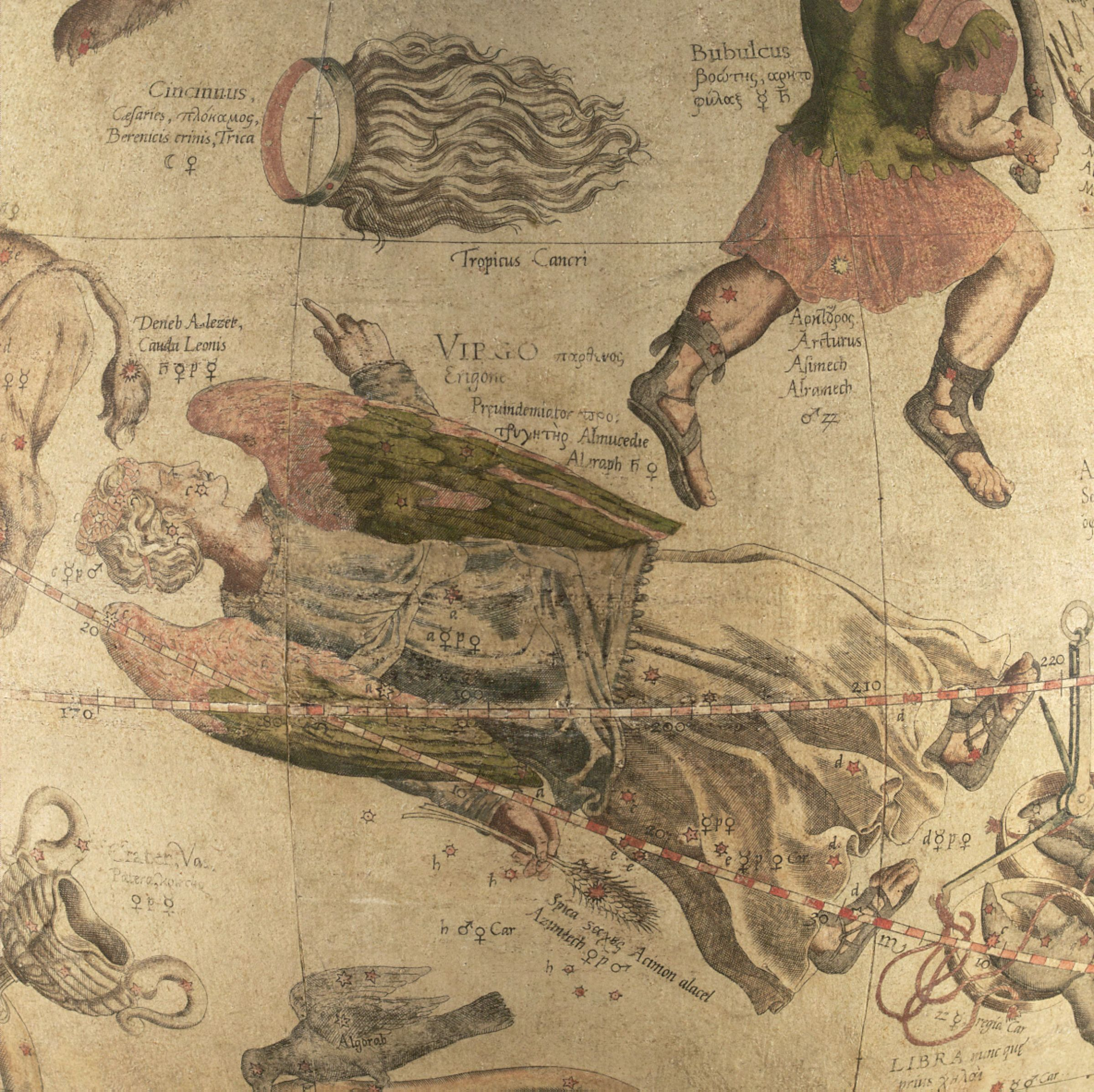
La costellazione della Vergine rappresentata da Gerardo Mercatore

La costellazione si trova a cavallo dell'equatore celeste, a nord della coda dell'Idra e del Centauro; la Vergine domina i cieli da febbraio fino a luglio, e contiene al suo interno alcune stelle molto luminose. Con un'estensione di 1294 gradi quadrati di volta celeste, è la seconda costellazione più estesa del cielo, dopo l'Idra.
Storicamente la costellazione è stata associata al periodo dei raccolti, come la mietitura (da cui deriva il nome della stella "Spica", visibile dopo il tramonto verso ovest in estate) e la vendemmia (da cui deriva, ad esempio, il nome della stella "Vindemiatrix", che 2000 anni fa, a causa della precessione degli equinozi, precedeva il sorgere del Sole nel mese di settembre). La Vergine giace in una regione lontana dalla scia luminosa della Via Lattea, pertanto è possibile osservare un gran numero di galassie; in questa direzione è stata anche scoperta nel 2005 una corrente stellare forse associata a un'antica galassia nana cannibalizzata dalla nostra.
La stella più prominente è Spica (α Vir), che rappresenta una spiga di frumento in mano alla Vergine; questa stella è facile da localizzare, perché può essere trovata facilmente seguendo il timone del Grande Carro verso Arturo e continuando la stessa curva. Inoltre, Spiga costituisce il vertice più meridionale dell'asterismo detto Triangolo di Primavera, che comprende anche Arturo e la più debole Denebola, nel Leone.

### Stelle principali
- α Virginis (Spica) è la stella più brillante; ha magnitudine 1,04 ed è la quindicesima stella più luminosa del cielo. Si presenta di un colore azzurro intenso, e in effetti è una stella molto luminosa in termini assoluti; dista da noi 262 anni luce.
- γ Virginis (Porrima) è una stella di colore giallastro, di magnitudine 2,74; dista da noi appena 39 anni luce ed è una stella doppia: la compagna ha magnitudine 3,68.
- ε Virginis (Vindemiatrix) è una stella gialla di magnitudine 2,85, distante 102 anni luce.
- ζ Virginis (Heze) è una stella bianca di magnitudine 3,38, posta a una distanza di 73 anni luce.
- δ Virginis (Minelauva) è una stella gigante di colore rosso vivo, di magnitudine 3,39; si trova a 202 anni luce.
- β Virginis (Zavijava) è una stella gialla di magnitudine 3,59, distante appena 36 anni luce.

Fra le altre stelle spicca la 70 Virginis, che ha un sistema planetario, uno dei primi ad essere scoperti; ha un pianeta confermato, con una massa di 6,6 volte quella di Giove.

### Stelle doppie
La Vergine contiene alcune stelle doppie alla portata di strumenti di dimensioni medie.
- La coppia formata dalle stelle HD 106975 e HD 106976 è risolvibile con facilità; le due componenti sono entrambe giallastre e di sesta magnitudine, con una lieve differenza fra di loro.
- HD 110886 è una coppia di stelle bianche; la primaria è di magnitudine 6,8 e la secondaria di settima grandezza e possono essere risolte con un piccolo strumento.
- HD 133408 è composta da due stelle giallastre di settima grandezza; la loro risoluzione è possibile con forti ingrandimenti.
- Porrima (γ Virginis) è una coppia molto stretta; è formata da due stelle di pari magnitudine, entrambe gialle, separate da soli 3", dunque risolvibile solo con un potente telescopio.

| Principali stelle doppie |                                          |                                          |             |             |                                 |        |
| Nome                     | Coordinate equatoriali all'epoca J2000.0 | Coordinate equatoriali all'epoca J2000.0 | Magnitudine | Magnitudine | Separazione (in secondi d'arco) | Colore |
| Nome                     | AR                                       | Dec                                      | A           | B           | Separazione (in secondi d'arco) | Colore |
| HD 106975/6              | 12h 18m 09s                              | +03° 57′ 00″                             | 6,54        | 6,99        | 20,1                            | g + g  |
| γ Virginis (Porrima)     | 12h 41m 40s                              | -01° 26′ 57″                             | 3,48        | 3,50        | 2,9                             | g + g  |
| HD 110886                | 12h 45m 17s                              | -03° 53′ 01″                             | 6,8         | 7,6         | 16,3                            | b + b  |
| 54 Virginis              | 13h 13m 27s                              | -18° 49′ 33″                             | 6,85        | 7,25        | 5,4                             | b + b  |
| HD 121325                | 13h 54m 58s                              | -08° 03′ 32″                             | 6,6         | 7,5         | 3,4                             | g + g  |
| HD 125906                | 14h 22m 37s                              | -07° 46′ 06″                             | 7,5         | 7,6         | 5,6                             | g + g  |
| HD 133408                | 15h 04m 06s                              | +05° 29′ 35″                             | 7,15        | 7,35        | 9,9                             | g + g  |

### Stelle variabili
Grazie alla notevole estensione della costellazione, al suo interno sono note un gran numero di stelle variabili, alcune delle quali sono osservabili anche con piccoli strumenti.
Fra le variabili a eclisse rientra Spica, la α Virginis; le sue oscillazioni sono molto ridotte, dell'ordine di un solo decimo di magnitudine, mentre il suo periodo è di poco superiore ai quattro giorni. Le sue contenute variazioni non ne consentono l'apprezzamento ad occhio nudo o con i normali strumenti di osservazione. Un'altra variabile a eclisse è la FO Virginis, le cui oscillazioni sono più ampie e avvengono in un periodo di meno di un giorno.
Fra le Mireidi, in generale non molto appariscenti, la più brillante in fase di massima è la SS Virginis, che oscilla fra la sesta e la nona magnitudine in un periodo di un anno quasi preciso; la R Virginis invece in fase di minimo scende fino alla dodicesima grandezza.
Fra le altre variabili, la W Virginis ricopre una sua importanza in quanto è il prototipo di una classe di variabili pulsanti note come variabili W Virginis.
| Principali stelle variabili |                                          |                                          |             |             |                  |                        |
| Nome                        | Coordinate equatoriali all'epoca J2000.0 | Coordinate equatoriali all'epoca J2000.0 | Magnitudine | Magnitudine | Periodo (giorni) | Tipo                   |
| Nome                        | AR                                       | Dec                                      | Max.        | Min.        | Periodo (giorni) | Tipo                   |
| R Virginis                  | 12h 38m 30s                              | +06° 59′ 19″                             | 6,1         | 12,1        | 145,63           | Mireide                |
| S Virginis                  | 13h 33m 00s                              | -07° 11′ 41″                             | 6,3         | 13,2        | 375,10           | Mireide                |
| W Virginis                  | 13h 26m 02s                              | -03° 22′ 43″                             | 9,51        | 10,71       | 17,2736          | Pulsante (Prot. W Vir) |
| SS Virginis                 | 12h 25m 14s                              | +00° 46′ 11″                             | 6,0         | 9,6         | 364,14           | Mireide                |
| SW Virginis                 | 13h 14m 04s                              | -02° 48′ 25″                             | 6,40        | 7,90        | 150:             | Semiregolare           |
| DL Virginis                 | 13h 52m 39s                              | -18° 42′ 32″                             | 7,0         | 7,5         | 1,3155           | Eclisse                |
| ER Virginis                 | 14h 06m 42s                              | -14° 12′ 18″                             | 6,45        | 6,63        | 55:              | Semiregolare           |
| ET Virginis                 | 14h 10m 50s                              | -16° 18′ 07″                             | 4,80        | 5,00        | 80:              | Semiregolare           |
| FO Virginis                 | 13h 29m 47s                              | +01° 05′ 43″                             | 6,50        | 6,82        | 0,7756           | Eclisse (bin. spettr.) |
| FS Virginis                 | 14h 14m 53s                              | +03° 20′ 09″                             | 6,37        | 6,52        | -                | Irregolare             |
| FW Virginis                 | 12h 38m 22s                              | +01° 51′ 17″                             | 5,63        | 5,75        | 15:              | Semiregolare           |
| α Virginis (Spica)          | 13h 25m 12s                              | -11° 09′ 40″                             | 0,95        | 1,05        | 4,0146           | Eclisse                |
| ψ Virginis                  | 12h 54m 21s                              | -09° 32′ 20″                             | 4,73        | 4,96        | -                | Irregolare             |
| ω Virginis                  | 11h 38m 28s                              | +08° 08′ 03″                             | 5,23        | 5,50        | -                | Irregolare             |

## Oggetti del profondo cielo

La Galassia Sombrero, una delle galassie più note del cielo

Questa costellazione è molto ricca di galassie, grazie alla presenza dell'Ammasso della Vergine, il più vicino e ricco ammasso di galassie, la cui osservazione è favorita anche dalla distanza della scia luminosa della Via Lattea. L'ammasso occupa un'area compresa tra 5° e 10° ad ovest di Vindemiatrix (ε Vir); si individua verso la parte settentrionale della costellazione, in direzione del confine con la Chioma di Berenice.
Tra le più prominenti dell'ammasso ci sono M49, una galassia ellittica visibile anche con un binocolo in condizioni ottimali, M58, una galassia a spirale, M59 (astronomia) (ellittica), M60 (ellittica), M61 (spirale), M84 (ellittica), M86 (ellittica), M87 (ellittica gigante, e famosa radiosorgente), e M90 (spirale), cui si associa un gran numero di altre galassie, come NGC 4365 e NGC 4526, perfettamente visibili come delle macchie chiare con un piccolo telescopio sotto cieli limpidi e bui.
In particolare, M87 (chiamata anche Virgo A) è una delle galassie più grandi conosciute e domina l'Ammasso della Vergine; potrebbe possedere fino a 15.000 ammassi globulari e dal suo nucleo parte un potente getto di materia, probabilmente generato da un buco nero supermassiccio.
Una spirale notevole, che non fa parte dell'ammasso, è la Galassia Sombrero (nota anche come M104); si trova a circa 10° a est-sud-est di Spica, nella parte meridionale della costellazione, quasi al confine con il Corvo. È una delle galassie più fotografate del cielo, nonché una delle più note e delle più osservate, specie in ambito amatoriale.
Altre galassie luminose si osservano sul bordo meridionale, verso l'Idra, e ad est, verso il confine con il Serpente. È presente anche un piccolo gruppo di galassie, il Gruppo di NGC 5813.
Uno degli oggetti più importanti della costellazione, sebbene non sia osservabile con strumenti amatoriali, è il quasar 3C 273.
| Principali oggetti non stellari |                                          |                                          |                   |             |                                        |                   |
| Nome                            | Coordinate equatoriali all'epoca J2000.0 | Coordinate equatoriali all'epoca J2000.0 | Tipo              | Magnitudine | Dimensioni apparenti (in primi d'arco) | Nome proprio      |
| Nome                            | AR                                       | Dec                                      | Tipo              | Magnitudine | Dimensioni apparenti (in primi d'arco) | Nome proprio      |
| NGC 4216                        | 12h 15m 54s                              | +13° 08′ 59″                             | Galassia          | 10,2        | 8,1 x 1,8                              |                   |
| NGC 4261                        | 12h 19m 23s                              | +05° 49′ 30″                             | Galassia          | 10,5        | 4,1 x 3,6                              |                   |
| M61                             | 12h 21m 55s                              | +04° 28′ 25″                             | Galassia          | 9,0         | 6,0 x 5,5                              |                   |
| NGC 4365                        | 12h 24m 28s                              | +07° 19′ 03″                             | Galassia          | 9,6         | 6,9 x 5,0                              |                   |
| M84                             | 12h 25m 04s                              | +12° 53′ 13″                             | Galassia          | 10,1        | 6,5 x 5,6                              |                   |
| M86                             | 12h 26m 12s                              | +12° 56′ 46″                             | Galassia          | 9,8         | 8,9 x 5,8                              |                   |
| NGC 4429                        | 12h 27m 27s                              | +11° 06′ 26″                             | Galassia          | 10,2        | 5,6 x 2,6                              |                   |
| NGC 4438                        | 12h 27m 46s                              | +13° 00′ 31″                             | Galassia          | 10,0        | 8,5 x 3,2                              |                   |
| NGC 4442                        | 12h 28m 04s                              | +09° 48′ 14″                             | Galassia          | 10,4        | 4,6 x 1,8                              |                   |
| M49                             | 12h 29m 47s                              | +08° 00′ 02″                             | Galassia          | 8,4         | 8,9 x 7,4                              |                   |
| M87                             | 12h 30m 49s                              | +12° 23′ 28″                             | Galassia          | 9,6         | 8,3 x 6,6                              | Galassia Virgo A  |
| NGC 4517                        | 12h 32m 46s                              | +00° 06′ 48″                             | Galassia          | 10,8        | 10,5 x 1,5                             |                   |
| NGC 4535                        | 12h 34m 20s                              | +08° 11′ 52″                             | Galassia          | 10,0        | 7,1 x 5,0                              |                   |
| NGC 4536                        | 12h 34m 27s                              | +02° 11′ 16″                             | Galassia          | 10,4        | 7,6 x 3,2                              |                   |
| NGC 4546                        | 12h 35m 29s                              | -03° 47′ 38″                             | Galassia          | 10,5        | 3,3 x 1,4                              |                   |
| M89                             | 12h 35m 40s                              | +12° 33′ 23″                             | Galassia          | 10,7        | 5,1 x 4,7                              |                   |
| NGC 4560                        | 12h 34m 03s                              | +07° 41′ 58″                             | Galassia          | 9,6         | 7,2 x 2,3                              |                   |
| M90                             | 12h 36m 48s                              | +13° 10′ 00″                             | Galassia          | 9,3         | 9,5 x 4,5                              |                   |
| M58                             | 12h 37m 44s                              | +11° 49′ 05″                             | Galassia          | 9,7         | 5,9 x 4,7                              |                   |
| M104                            | 12h 39m 59s                              | -11° 37′ 23″                             | Galassia          | 8,98        | 8,7 x 3,5                              | Galassia Sombrero |
| NGC 4596                        | 12h 39m 56s                              | +10° 10′ 33″                             | Galassia          | 10,7        | 4,0 x 3,0                              |                   |
| M59                             | 12h 42m 02s                              | +11° 38′ 49″                             | Galassia          | 10,6        | 5,4 x 3,7                              |                   |
| NGC 4636                        | 12h 42m 50s                              | +02° 41′ 16″                             | Galassia          | 9,7         | 6,0 x 4,7                              |                   |
| M60                             | 12h 43m 40s                              | +11° 33′ 09″                             | Galassia          | 9,8         | 7,4 x 6,0                              |                   |
| NGC 4654                        | 12h 43m 57s                              | +13° 07′ 32″                             | Galassia          | 10,7        | 4,9 x 2,8                              |                   |
| NGC 4697                        | 12h 48m 36s                              | -05° 48′ 03″                             | Galassia          | 9,2         | 7,2 x 4,7                              |                   |
| NGC 4698                        | 12h 48m 23s                              | +08° 29′ 16″                             | Galassia          | 10,9        | 4,0 x 2,5                              |                   |
| NGC 4699                        | 12h 49m 02s                              | -08° 39′ 52″                             | Galassia          | 10,2        | 3,8 x 2,6                              |                   |
| NGC 4753                        | 12h 52m 22s                              | -01° 12′ 16″                             | Galassia          | 10,5        | 6,0 x 2,8                              |                   |
| NGC 4762                        | 12h 52m 56s                              | +11° 13′ 52″                             | Galassia          | 10,0        | 8,7 x 1,7                              |                   |
| NGC 4856                        | 12h 59m 21s                              | -15° 02′ 32″                             | Galassia          | 10,7        | 4,3 x 1,2                              |                   |
| NGC 5068                        | 13h 18m 55s                              | -21° 02′ 19″                             | Galassia          | 9,8         | 7,2 x 6,3                              |                   |
| NGC 5084                        | 13h 20m 16s                              | -21° 49′ 40″                             | Galassia          | 10,8        | 9,3 x 1,7                              |                   |
| NGC 5363                        | 13h 56m 07s                              | +05° 15′ 19″                             | Galassia          | 10,8        | 4,1 x 2,6                              |                   |
| NGC 5566                        | 14h 20m 20s                              | +03° 56′ 02″                             | Galassia          | 10,7        | 6,6 x 2,2                              |                   |
| NGC 5634                        | 14h 29m 37s                              | -05° 58′ 33″                             | Ammasso globulare | 9,5         | 5,5                                    |                   |
| NGC 5746                        | 14h 44m 56s                              | +01° 57′ 21″                             | Galassia          | 10,8        | 7,4 x 1,3                              |                   |
| NGC 5846                        | 15h 06m 29s                              | +01° 36′ 22″                             | Galassia          | 10,3        | 4,1 x 3,8                              |                   |
| UGC 8690                        | 13h 44m 33.6s                            | +04° 46′ 32″                             | Galassia          | 14,6        | 1,0 x 0,9                              |                   |

## Sistemi planetari
Nella Vergine sono noti diversi sistemi planetari, fra cui quello di 70 Virginis, uno dei primi ad essere stati scoperti; questa stella ha un gigante gassoso disposto su un'orbita eccentrica. La pulsar millisecondo PSR B1257+12 è invece nota per possedere tre pianeti, con masse comprese fra un quarto e quattro volte la massa di Giove. Infine un pianeta di tipo roccioso orbita attorno alla nana rossa Ross 128, nota per essere una delle stelle più vicine alla Terra.
| Sistemi planetari |                                          |                                          |             |                          |                              |
| Nome del sistema  | Coordinate equatoriali all'epoca J2000.0 | Coordinate equatoriali all'epoca J2000.0 | Magnitudine | Tipo di stella           | Numero di pianeti confermati |
| Nome del sistema  | AR                                       | Dec                                      | Magnitudine | Tipo di stella           | Numero di pianeti confermati |
| HD 102195         | 11h 45m 42s                              | +02° 49′ 17″                             | 8,06        | Nana arancione           | 1 (b)                        |
| HD 106252         | 12h 13m 30s                              | +10° 02′ 30″                             | 7,36        | Nana gialla              | 1 (b)                        |
| HD 107148         | 12h 19m 14s                              | -03° 19′ 11″                             | 8,02        | Nana gialla              | 1 (b)                        |
| χ Virginis        | 12h 39m 15s                              | -07° 59′ 44″                             | 4,66        | Nana gialla              | 1 (b)                        |
| PSR B1257+12      | 13h 00m 01s                              | +12° 40′ 57″                             | -           | Pulsar millisecondo      | 3 (A - B - C)                |
| HD 114783         | 13h 12m 44s                              | -02° 15′ 54″                             | 7,57        | Nana arancione           | 1 (b)                        |
| 70 Virginis       | 13h 28m 26s                              | +13° 46′ 49″                             | 8,76        | Nana gialla              | 1 (b)                        |
| Gliese 514        | 13h 29m 60s                              | +10° 22′ 38″                             | 9,03        | Nana rossa               | 1 (b)                        |
| QS Virginis       | 13h 49m 52s                              | +13° 13′ 38″                             | 14,80       | Nana bianca + nana rossa | 1 (b)                        |
| WASP-16           | 14h 18m 44s                              | -20° 16′ 32″                             | 11,29       | Nana gialla              | 1 (b)                        |
| HD 125612         | 14h 20m 54s                              | -17° 28′ 54″                             | 8,33        | Nana gialla              | 3 (b - c - d)                |
| HD 126614         | 14h 26m 48s                              | -05° 10′ 40″                             | 8,81        | Nana arancione           | 1 (b)                        |
| WASP-39           | 14h 29m 18s                              | -03° 26′ 40″                             | 12,1        | Nana gialla              | 1 (b)                        |
| HD 130322         | 14h 47m 33s                              | -00° 16′ 53″                             | 8,05        | Nana arancione           | 1 (b)                        |
| Ross 128          | 11h 47m 44,4s                            | 0° 48′ 16,4″                             | 11,153      | Nana rossa               | 1 (b)                        |

## Mitologia
È incerto chi esattamente si vuole rappresentare con la Vergine. Negli anni, è stata associata con quasi ogni famosa dea, tra cui Astarte-Ištar, Cibele, Demetra, Iside, Atena, Tiche, Astrea e così via.

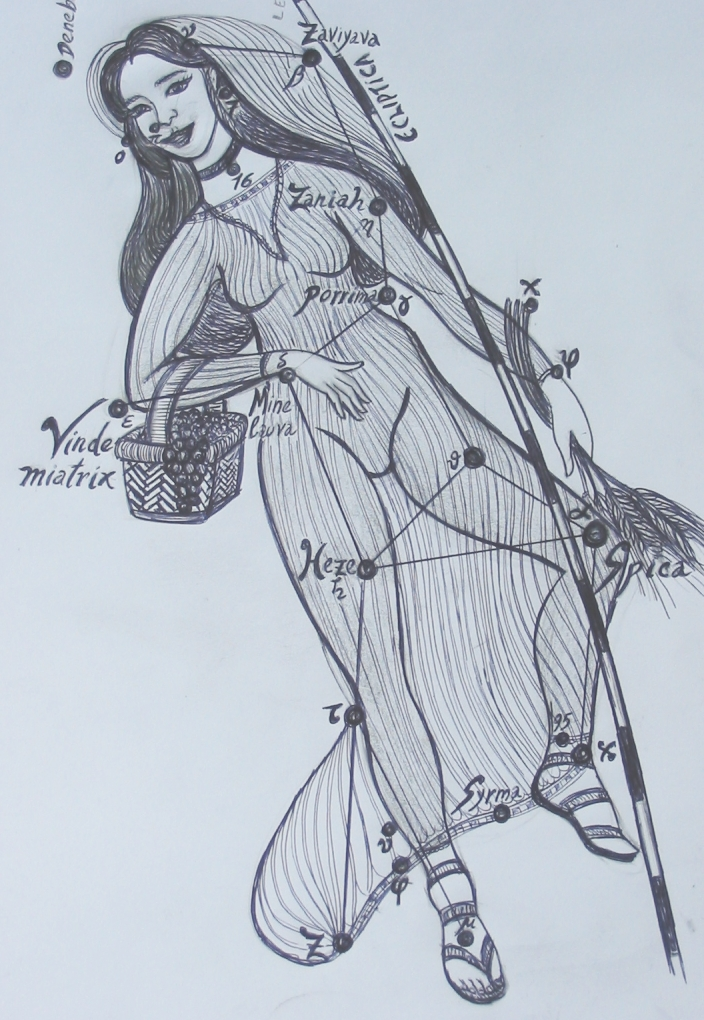
Costellazione della Vergine

Secondo una versione, la costellazione raffigura Astrea, la vergine figlia del dio Zeus e della dea Temi. Astrea era conosciuta come la dea della giustizia (e per questo, lo strumento della giustizia, la Bilancia, si trova lì vicino). Secondo la leggenda, essa amministrava il mondo in modo saggio, finché gli uomini diventarono così intrattabili che si ritirò nei cieli in disgusto. Ma anche con Erigone che sedotta ed abbandonata da Dioniso si suicidò dopo la morte del padre Icario. Spesso la Vergine è associata anche con Persefone, perché la costellazione è principalmente visibile nei mesi primaverili, quando si pensava che la dea fosse uscita dal mondo delle ombre. Si dice che si dovette ritirare nell'oscurità per conservare la purezza, simbolo di bellezza e con l'aiuto della bilancia, giustiziera cosmica, ritornare ad essere centro universale.

## Astrologia
A causa del fenomeno della precessione degli equinozi, non esiste quasi più alcuna corrispondenza sulla volta celeste fra la costellazione astronomica della Vergine ed il relativo segno zodiacale (tranne per pochi giorni dal 16 al 22 settembre) sebbene, secondo gli astrologi, le caratteristiche ascritte in astrologia al segno zodiacale corrispondente sarebbero in realtà relative al simbolismo della figura che le stelle nella volta celeste ritraggono, e non come erroneamente si pensa alla loro intrinseca posizione.